# De Miranda (familie)
De de Miranda familie is een bekende Surinaams-Nederlandse familie van Sefardisch Joodse origine die veel politici heeft voortgebracht.
De algemene achternaam Miranda is van Sefardisch Joodse afkomst. De leden van de familie waren afkomstig uit Spanje, Portugal, en Italië, en bestaan uit verschillende takken. De naam is Latijn en betekent "bewonderenswaardig". Als de achternaam het voorvoegsel 'de' heeft gaat het om een familie die zich in de 17e eeuw in Suriname en de Nederlandse Antillen vestigde.

## Geschiedenis
De familie de Miranda was een familie van plantage-eigenaars en had zich in de 17e eeuw gevestigd op de Jodensavanne. Verschillende familieleden zijn op de Jodensavanne begraven. Tijdens het verblijf op de plantages werden kinderen verwekt bij de slaven. De zogenaamde negerjoden werden wel erkend door de vader en droegen zijn achternaam, maar ze werden niet erkend als jehoedi (יהודי; volwaardig lid), omdat ze geen joodse moeder hadden. Desalniettemin is Julius Caesar de Miranda het bekendste lid van de familie als eerste premier van Suriname, en was een Afro-Surinamer. Een gedeelte van de familie was later naar Amsterdam verhuisd.
Het aantal leden van de familie De Miranda in Nederland is vrij laag. In 2007 waren er minder dan 185 inwoners met de achternaam die voornamelijk in Amsterdam en Almere woonden.

## Leden van de familie
Enkele bekende leden van de familie zijn:
- Henry George Willem de Miranda (1873-1949), Surinaams politicus en directeur van een Nederlandse verzekeringsmaatschappij
- Monne de Miranda (1875-1942), vakbondsleider en wethouder. Vermoord in Kamp Amersfoort[12]
- Julius Caesar de Miranda (1906-1956), Surinaams jurist en politicus. De eerste premier van Suriname
- Frank de Miranda (1913-1986), Nederlandse beeldhouwer, psycholoog
- Johann Achmed de Miranda (1913-1987), Surinaams notaris en politicus
- Victor Max de Miranda (1914-2003), Surinaams politicus en bankpresident
- Johnny de Miranda (1924-2018), Surinaams musicus
- Ietje Paalman-de Miranda (1936-2020), Surinaams-Nederlands wiskundige. De eerste vrouwelijke hoogleraar wiskunde aan de Universiteit van Amsterdam.